# Carlos Sevillano
Carlos Sevillano de la Cuerda (* 5. November 1940 in Madrid) ist ein ehemaliger spanischer Basketballspieler. Er verbrachte den größten Teil seiner Laufbahn bei Real Madrid, wo er in zehn Saisons in der ersten Mannschaft vier Europapokale der Landesmeister, neun spanische Meisterschaften und sechs Pokalsiege feiern konnte.

## Laufbahn
Carlos Sevillano spielte schon als Junior für Real Madrid. Im Jahr 1957 stieg er in das Farmteam der Königlichen CB Hesperia auf, das in der ersten Division spielte. Nach zwei Saisons holte Trainer Pedro Ferrándiz Sevillano in die erste Mannschaft von Real Madrid. Hier stieg der Point Guard, der in seiner Jugendzeit noch auf der Position des Centers gespielt hatte, zum Kapitän jener Mannschaft auf, die in den 1960er Jahren die Dominanz der Teams aus der Sowjetunion im Europapokal der Landesmeister brechen konnte. Waren die Spanier 1961/62 und 1962/63 noch im Endspiel an BK Dinamo Tiflis bzw. PBK ZSKA Moskau gescheitert, so gelang 1963/64 gegen BC Brünn der erste Sieg im höchsten kontinentalen Wettbewerb. In den Spielzeiten 1964/65, 1966/67 und 1967/68 folgten drei weitere Siege im Europacup, zudem eroberte Sevillano in zehn Jahren bei Real Madrid neun spanische Meisterschaften und sechs Pokalsiege. In seinem letzten Jahr zog er sich in einem Ligaspiel gegen Joventut de Badalona eine schwere Knieverletzung zu, die den Kapitän von Real Madrid mit nur 29 Jahren zum Rücktritt aus dem aktiven Sport zwang.

### Nationalmannschaft
Carlos Sevillano feierte am 16. Februar 1958 in einem Freundschaftsspiel gegen Bulgarien sein erstes Spiel in der Nationalmannschaft. Mit nur 17 Jahren, drei Monaten und elf Tagen ist er damit bis heute der jüngste Debütant in Spaniens Team. Sein erster Medaillengewinn folgte bei den Mittelmeerspielen 1959 in Beirut, wo seine Landesauswahl den zweiten Platz belegte. Ebenfalls Silber holten die Spanier mit Sevillano in ihren Reihen vier Jahre später in Neapel. Darüber hinaus stand er im Kader der Iberer bei den Basketball-Europameisterschaften 1961, 1963, wo er mit 14,2 Punkten pro Spiel der zweitbeste Werfer seiner Mannschaft war, und 1965.

## Erfolge
Real Madrid
- Europapokal der Landesmeister (4): 1963/64, 1964/65, 1966/67, 1967/68
- Spanischer Meister (9):  1959/60, 1960/61, 1961/62, 1962/63, 1963/64, 1964/65, 1965/66, 1967/68, 1968/69
- Spanischer Pokalsieger (6): 1959/60, 1960/61, 1961/62, 1964/65, 1965/66, 1966/67

Nationalmannschaft
- Mittelmeerspiele 1963: Silber
- Mittelmeerspiele 1959: Silber